# Tuần lộc rừng Phần Lan
Tuần lộc rừng Phần Lan (Danh pháp khoa học: Rangifer tarandus fennicus) tiếng Phần Lan: metsäpeura, tiếng Nga: лесной северный олень là một phân loài của loài tuần lộc và được xem là thuộc diện quý hiếm và bị đe dọa của loài tuần lộc nguồn gốc từ Phần Lan và tây bắc nước Nga. 

## Đặc điểm
Tuần lộc rừng Phần Lan là một trong những phân loài lớn nhất của tuần lộc. Chúng dài từ 180–220 cm và đuôi 10–15 cm. Các con đực lớn hơn, có trọng lượng 150–250 kg, trong khi con cái nặng khoảng 100 kg. Chân dài hơn của chúng với móng rộng và gạc hình chữ V hẹp hơn tạo điều kiện cho khả năng cào thông qua tuyết sâu và sinh cảnh rừng để kiếm thức ăn bị chôn vùi trong lớp tuyết dày.
Chúng rất khác biệt từ những con tuần lộc rừng phương Bắc (Rangifer tarandus tarandus) có kích thước lớn hơn và ưu đãi cho sinh cảnh rừng rậm phương bắc, nơi mà chúng hiếm khi được con người nhìn thấy trên vùng lãnh nguyên mở của chúng. Chúng di cư theo mùa qua lại biên giới Nga-Phần Lan. 

## Phân bố
Chúng được tìm thấy chủ yếu ở Karelia của Nga, và các tỉnh miền Bắc Karelia, Savonia và Kainuu ở Phần Lan, mặc dù một số phạm vi thành Nam-Trung Phần Lan. Trong thế kỷ 17, những con tuần lộc rừng Phần Lan dao động trong suốt lãnh thổ Phần Lan và phía tây nước Nga. Săn bắn, chăn nuôi tuần lộc và suy thoái môi trường sống thông qua lâm nghiệp dẫn đến sự tuyệt chủng hoàn toàn của chúng ở Phần Lan vào cuối thế kỷ thứ 19.
Năm 1700, ở Nga, dân số tập trung ở Kandalaksha (Kantalahti) và hồ Onega (Äänisjärvi) nhưng săn bắn và nuôi tuần lộc quét sạch trong khu vực đó. Trong 1979-1980, chúng đã được du nhập từ Kainuu, Phần Lan đến giữa Phần Lan đến Vườn quốc gia Salamajärvi. Một quần thể nhỏ của một số 1.000 cá thể cũng phát triển mạnh ở miền Nam Ostrobothnia.
Trong khi dân số của chúng đã được phục hồi ở Phần Lan, nó đã được đề xuất sẽ tăng, việc gia tăng những con sói có thể phải chịu trách nhiệm một phần để làm chậm sự hồi phục của quần thể đàn tuần lộc này. Trong năm 2013 các nhà nghiên cứu Phần Lan và Nga bắt đầu một nghiên cứu dân số toàn diện hợp tác sử dụng thẻ từ xa, đai liên quan đến vệ tinh để theo dõi các quần thể của các quý hiếm và bị đe dọa.
Qua dữ liệu trên, được tìm thấy ở miền đông Phần Lan và tây bắc nước Nga. Các ước tính cho dân số Tuần rộc rừng Phần Lan dao động từ 850 cá thể tuần lộc lên tới 2.000 hoặc 3.000. Theo một cuộc điều tra được thực hiện bởi máy bay trực thăng trong khu vực Kainuu Phần Lan năm nay, dân số có tổng cộng 793 cá thể. Có khoảng 1.000 con trong khu vực Suomenselkä, với một vài chục cá thể quanh các thị trấn của ähtäri và Lieksa. Mức độ chúng vẫn khá ổn định trong những năm gần đây.
So sánh với các quần thể khác của tuần lộc rừng trên toàn cầu, đặc biệt là phân loài tuần lộc rừng phương bắc của phân loài Rangifer tarandus ở Canada, chúng cũng tránh con người, cũng đang trải qua một sự suy giảm trong các quần thể và đã được chỉ định là bị đe dọa vào năm 2002 bởi Ủy ban về địa vị của nguy cơ tuyệt chủng động vật hoang dã ở Canada (COSEWIC). Ở vùng Hetta, Enontekiö, Lapland, Phần Lan. 

## Với con người
Những người Sami, dân bản xứ ở bán đảo Bắc Âu và Phần Lan thường có truyền thống săn và chăn nuôi những con tuần lộc. Vào ngày lễ thánh St. Mary, thường diễn ra vào tháng 3 hàng năm, những vận động viên hàng đầu của tộc Sami sẽ tham gia vào cuộc thi kỹ năng chăn tuần lộc và đua tuần lộc, thể hiện sức mạnh của cả người chủ và những con vật đặc trưng xứ Bắc này.